# Roma ore 11
Roma ore 11 és una pel·lícula italiana del 1952 dirigida per Giuseppe De Santis.
La pel·lícula, distribuïda a les sales italianes a partir de l'1 de març de 1952, es troba entre les obres més representatives del neorealisme i es basa en una notícia que va tenir lloc a Roma l'any 1951. A la pel·lícula també van participar tres noies implicades en la tragèdia. El mateix any el director Augusto Genina va fer una pel·lícula titulada Tre storie proibite, inspirada en el mateix incident.

## Trama

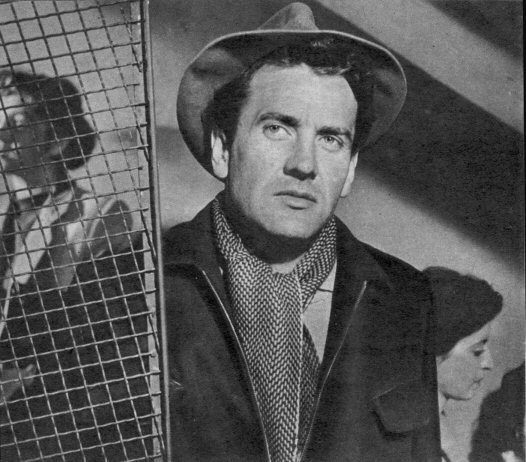
Massimo Girotti en el paper de Nando

Arran d'un anunci de feina publicat en un diari, dues-centes noies es presenten a una adreça de Via Savoia a Roma per aconseguir una feina com a mecanògrafa en un despatx de comptable. En una Itàlia exasperada per l'atur en general, però encara més per la impossibilitat per a les dones de trobar feina, les joves més dispars responen a l'anunci: nobles empobrits, dones amb marits a l'atur, dones embarassades solteres, prostitutes que intenten canviar les seves vides, filles de benestants la jubilació dels quals no és suficient per sobreviure.
Amuntegats als trams d'escales de l'edifici, intercanvien impressions i esmenten les seves vides, sovint fetes de misèria i expedients per sortir-se'n. Una furiosa discussió sobre la prioritat en la línia transforma l'espera en tragèdia: la barana cedeix, destruint els esglaons un a un i fent caure les dones, algunes de les quals estan greument ferides; una de les noies més joves, Cornelia Riva, morirà com a conseqüència de les ferides.
Les noies ferides són traslladades a l'hospital, on fan un amarg descobriment: els metges exigeixen el pagament de la quota diària de 2.300 lires. Moltes d'elles es veuen obligades a tornar a casa perquè no poden pagar.

## Repartiment
- Lucia Bosè: Simona
- Carla Del Poggio: Luciana Renzoni
- Maria Grazia Francia: Cornelia Riva
- Lea Padovani: Caterina, la prostituta
- Delia Scala: Angelina, la domèstica
- Elena Varzi: Adriana
- Raf Vallone: Carlo
- Massimo Girotti: Nando, marit de Luciana
- Irene Galter: Clara
- Paolo Stoppa: pare di Clara
- Armando Francioli: Romoletto
- Paola Borboni: Matilde
- Eva Vanicek: Gianna
- Checco Durante: pare d'Adriana
- Alberto Farnese: Augusto
- Maria Pia Trepaoli: noia de Viterbo amb maleta
- Marco Vicario: mariner Antonio Bertini
- Anna Maria Zijno: Noia sense barret al bar amb Adriana.[5]

## Producció
La pel·lícula està ambientada a Roma al Largo Circense 37, mentre que en realitat l'esfondrament va tenir lloc a Via Savoia 31, al barri del Salario, el 15 de gener de 1951. La plaça amb l'edifici va ser totalment reconstruït a l'estudi pel famós escenògraf francès Léon Barsacq.
La banda sonora inclou algunes cançons interpretades amb el Theremin.

## Agraïments
- 1952 – Nastro d'argento
  - Millor banda sonora